# Cecil Spring-Rice
Cecil Arthur Spring-Rice, född den 27 februari 1859, död den 14 februari 1918 i Ottawa på hemresa till England, var en brittisk diplomat, sonson till Thomas Spring Rice, 1:e baron Monteagle av Brandon. Trots sin framgångsrika karriär är han idag mest känd för sin dikt I Vow to Thee, My Country.
Spring-Rice blev efter diplomattjänstgöring i Bryssel, Washington, D.C., Tokyo, Berlin och Konstantinopel 1900 brittisk chargé d’affaires i Teheran och 1901 kommissarie vid egyptiska statsskuldens förvaltning. Han var därefter förste ambassadsekreterare i Sankt Petersburg 1903-1905, brittisk minister och generalkonsul i Teheran 1906-1908, där han i det längsta motarbetade det ryska inflytandet, samt 1908-1912 envoyé i Stockholm. 
Sedan maj 1913 var Spring-Rice brittisk ambassadör i Washington och arbetade på denna särskilt under Första världskriget viktiga post för gynnande från amerikanska regeringens sida av de allierades intressen, medan Förenta staterna ännu vidhöll sin neutralitet, och sedan för deras inträde i kriget och effektiva anslutning till det engelska blockadsystemet mot centralmakterna och dessas neutrala grannstater.